# Жуков, Василий Алексеевич
Василий Алексеевич Жуков (1910—1957) — капитан Рабоче-крестьянской Красной Армии, участник Великой Отечественной войны, Герой Советского Союза (1944).

## Биография
Василий Жуков родился 25 марта 1910 года в деревне Миниха Тверской губернии. Получил неполное среднее образование. С 1927 года проживал в Рыбинске, работал на мельничном заводе. В 1932—1934 годах служил в Рабоче-крестьянской Красной Армии. После демобилизации вернулся в Рыбинск. В начале Великой Отечественной войны повторно был призван в армию. Окончил пехотное училище, затем курсы «Выстрел». С сентября 1942 года — на фронтах Великой Отечественной войны. Участвовал в Сталинградской битве, был ранен. С августа 1943 года гвардии капитан Василий Жуков командовал батальоном 204-го гвардейского стрелкового полка 69-й гвардейской стрелковой дивизии, 4-й гвардейской армии Степного фронта. Отличился во время битвы за Днепр.
5-6 октября 1943 года батальон Жукова успешно переправился через Днепр в районе села Старолипово Новогеоргиевского района Кировоградской области Украинской ССР и захватил плацдарм на его западном берегу. В боях за удержание плацдарма Жуков неоднократно поднимал своих бойцов в контратаки. В боях батальон уничтожил 10 танков и около полутора батальонов пехоты противника.
Указом Президиума Верховного Совета СССР от 22 февраля 1944 года за «образцовое выполнение заданий командования и проявленные мужество и героизм в боях с немецкими захватчиками» гвардии капитан Василий Жуков был удостоен высокого звания Героя Советского Союза с вручением ордена Ленина и медали «Золотая Звезда» за номером 3575.
После окончания войны Жуков был уволен в запас. По одним данным, вернулся в Рыбинск, где работал директором мехзаготконторы, по другим — проживал в Краснодарском крае. Скончался в июне 1957 года.
Был также награждён двумя орденами Красного Знамени и рядом медалей.
В честь Жукова названа улица в Максатихе.